# 明夷待访录
《明夷待访录》，为体现明末清初黄宗羲（1610年－1695年）民主、民本思想的重要著作。著於清順治十八年(1661年)，成書於康熙元年(1662年)。
「明夷」出自《周易》卦名：「箕子之明夷」，據《周易正義》云：「日入地中，明夷之象施之於人事，闇主在上，明臣在下，不敢顯其明志，亦明夷之義也」。所谓“明夷”指在黎明前的昏暗，“待访”，指等待明君来访，全名的意思是黎明前等待明君來訪的備忘錄。

## 內容
《明夷待访录》全书共计21篇，依次为：《原君》、《原臣》、《原法》、《置相》、《学校》、《取士上》、《取士下》、《建都》、《方镇》、《田制一》、《田制二》、《田制三》、《兵制一》、《兵制二》、《兵制三》、《财计一》、《财计二》、《财计三》、《胥吏》、《阉宦上》、《阉宦下》。

## 評價
- 顾炎武對此書高度評價：“读《待訪錄》，知百王之弊可以復振。”
- 章太炎不喜歡黃宗羲，認爲此書是向滿洲政府上條陳。但這是一種誤解，作者寫此書的對象，是未來代滿清而興者。
- 谭嗣同对《明夷待访录》等新民本思想代表作极为推崇：“孔教亡而三代以下无可读之书矣！乃若区玉检于尘编，拾火齐于瓦砾，以冀万一有当于孔教者，则黄梨洲《明夷待访录》，其庶几乎！其次为王船山之遗书。皆于君民之际，有隐恫焉。”
- 梁启超於《清代学术概论》表示“梁启超、谭嗣同辈倡民权共和之说，则将其书节抄，印数万本，秘密散布，于晚清思想之骤变，极有力焉。”

## 影響
《明夷待访录》提倡民权，反对君主专政专权，一直影响了清朝末年的维新变法。
邹容撰寫的《革命军》很明顯受到《明夷待訪錄》的影響：“若尧、舜，若禹、稷，其能尽义务于同胞，开莫大之利益以孝敬于同胞，故吾同胞视之为代表，尊之为君，实不过一团体之头领耳，而平等自由也自若。后世之人，不知此义，一任无数之民贼独夫，大盗巨寇，举众人所有而独有之，以为一家一姓之私产，而自尊曰君，曰皇帝，使天下之人，无一平等，无一自由”。孙中山在《三民主义》一文中抨击中国专制君主“把国家和人民做他一个人的私产，供他一人的快乐”。很明顯是受至《原君篇》抨击君主“屠毒天下之肝脑，离散天下之子女，以博我一人之产业”，“敲剥天下之骨髓，离散天下之子女，以奉我一人之淫乐”的影響。
《明夷待访录》比西方卢梭《民約論》要早约100年，为黄宗羲54岁时著成。有学者称《明夷待访录》为中国古代的“人权宣言”，媲美《民約論》。亦有學者認為黃宗羲並不主張言論自由，「明夷待訪錄」中說：「時人文籍，古文非有師法，語錄非有心得，奏議無裨實用，序事無補史學者，不許傳刻。其時文、小說、詞曲、應酬代筆，已刻者皆追板燒之。」不能與《民約論》相提並論。